# Giorgi Bezhanishvili
Giorgi Bezhanishvili, né le 16 novembre 1998 à Roustavi, est un joueur professionnel austro-géorgien de basket-ball évoluant au poste d'ailier fort.
Bezhanishvili est né à Roustavi, en Géorgie, le 16 novembre 1998. En 2002, Lali, a émigré à Vienne, en Autriche, en passant par Prague, en République tchèque, à la recherche de travail en raison des difficultés économiques en Géorgie qui ont résulté de la dissolution de l’Union soviétique. En conséquence, lorsque Bezhanishvili avait 3 ans, lui et son frère aîné Davit ont emménagé avec leurs grands-parents. Enfant, Bezhanishvili aimait le basketball et la danse. À l’âge de 10 ans, il se classe deuxième en danse classique dans un concours national. À l’âge de 14 ans, Bezhanishvili s’est installé à Vienne pour être avec sa mère. En 2016, Bezhanishvili est devenu citoyen autrichien. Il a appris à parler anglais, géorgien, allemand et russe.

## Carrière

### Débuts en Europe (2014-2017)
Après avoir déménagé à Vienne, Bezhanishvili a joué avec les équipes jeunes de Basket Flames. De 2014 à 2016, il a joué pour l’équipe masculine senior Basket Flames qui participe à la 2. Basketball Bundesliga, qui est le deuxième niveau de basketball en Autriche. Pendant la saison 2016-2017, Bezhanishvili a joué pour les Klosterneuburg Dukes de la Ligue autrichienne de basket-ball et a été coéquipier avec l’ancien joueur de Lehigh Michael Ojo.  Ojo a établi un lien entre Bezhanishvili et les entraîneurs de basketball américains, ce qui lui a valu une bourse pour fréquenter la Patrick School à Elizabeth, dans le New Jersey.  Avec Klosterneuburg, Bezhanishvili a obtenu en moyenne 6,2 points, 2,6 rebonds et 1,4 passes décisives.

### En université américaine (2017-2021)
Giorgi Bezhanishvili évolue pour les Fighting Illini de l'Illinois de l'université de l'Illinois Urbana-Champaign.
En tant que première année, Bezhanishvili obtient une moyenne 12,5 points (54,2% au tir), 5,2 rebonds par match. Il a établi le record d'un joueur de première année des Fighting Illini avec 35 points contre les Scarlet Knights de Rutgers. Bezhanishvili a traversé une dépression au milieu de sa deuxième saison dans laquelle il a shooté à 27% de réussite durant neuf matchs et est retourné sur le banc au profit de Kofi Cockburn. Il a obtenu en moyenne 6,8 points et 4,8 rebonds par match en deuxième année. En tant que junior, il a obtenu en moyenne 5,1 points et 2,7 rebonds par match. Après la saison, Bezhanishvili a déclaré pour la draft 2021 de la NBA.

### Début de carrière en Amérique du Nord (2021-2023)
Giorgi Bezhanishvili n'est pas drafté lors de la draft 2021.
Il participe à la NBA Summer League 2021 dans le roster des Nuggets de Denver. Le 13 septembre 2021, il signe un contrat non garantit "Exhibit 10" avec les Nuggets. Le 28 octobre 2021, il est annoncé pour le camp d'entraînement des Gold de Grand Rapids, l'équipe de NBA Gatorade League (G-League), affilié aux Nuggets. Puis, il est retenu pour la saison 2021-2022 de G-League avec Grand Rapids avec qui il dispute l'intégralité de la saison soit 31 matchs de saison régulière pour une moyenne par match de 8,7 points et 4,8 rebonds. Il établit son record de points le 15 décembre 2021 avec 25 points face aux Mad Ants de Fort Wayne. 
En 2022, il dispute 7 matchs de saison régulière dans la Ligue élite canadienne de basketball avec les Nighthawks de Guelph pour des moyennes par match de 15 points, 6,6 rebonds et 2,9 passes décisives.
Le 25 août 2022, il est transféré aux Skyhawks de College Park pour la saison 2022-2023 de G-League. Il dispute son premier match le 5 novembre 2023 face au Nets de Long Island avec 14 points et 2 rebonds en 16 minutes de jeu. Le 7 février 2023, il bat son record de points face aux Knicks de Westchester, en réalisant un double-double, avec 30 points et 12 rebonds. Durant cette saison, il dispute 31 matchs de saison régulière avec des moyennes de 8,4 points et 5,1 rebonds par match. 
A l'issue de la saison, il signe le 28 mars 2023 avec les Bandits de Vancouver dans la Ligue élite canadienne de basketball pour la saison 2023. Il dispute son premier match le 18 juin 2023 face aux Rattlers du Saskatchewan avec 16 points et 6 rebonds en 30 minutes de jeu. Au final, il dispute 12 matchs pour des moyennes par match de 14 points et 6,8 rebonds en un peu plus de 26 minutes de jeu par match.

### Départ pour l'Asie et retour rapide aux États-Unis (2023-2024)
Le 30 août 2023, il s'engage dans l'ASEAN Basketball League avec les Formosa Dreamers. Il ne dispute que cinq matchs pour des moyennes de 15,8 points et 11 rebonds.
Le 7 septembre 2023, les Spurs d'Austin récupère ses droits. Le 10 janvier 2024, il est envoyé chez les Wolves de l'Iowa en échange d'un premier tour de draft 2024 de G-League. Il dispute son premier match le 11 janvier 2024 face à la NBA G League Ignite en inscrivant 18 points et 7 rebonds en 29 minutes de jeu. Sur la saison 2023-2024, il dispute 27 matchs pour des moyennes par match de 9,3 points et 5,3 rebonds en 23,7 minutes de jeu.
Il participe à la NBA Summer League 2024 avec les Pacers de l'Indiana.

### BCM Gravelines Dunkerque (depuis 2024)
Le 5 septembre 2024, il rejoint le BCM Gravelines-Dunkerque dans le championnat de France.

## Statistiques

### En universitaire
| Gras/Meilleures performances | [ 28 ] |

| Saison                    | Équipe                        | MJ | M5 | Min  | %T   | %3   | %LF  | Rb  | PD  | Int | Ctr | BP  | F   | Pts  |
| ------------------------- | ----------------------------- | -- | -- | ---- | ---- | ---- | ---- | --- | --- | --- | --- | --- | --- | ---- |
| 2018-2019                 | Fighting Illini de l'Illinois | 33 | 33 | 26,1 | 54,2 | 16,7 | 65,7 | 5,2 | 0,8 | 0,7 | 0,8 | 2,4 | 3,8 | 12,5 |
| 2019-2020                 | Fighting Illini de l'Illinois | 31 | 24 | 23,2 | 42,9 | 30,6 | 59,6 | 4,8 | 1,6 | 0,1 | 0,4 | 1,8 | 2,4 | 6,8  |
| 2020-2021                 | Fighting Illini de l'Illinois | 31 | 0  | 14,5 | 54,5 | 50,0 | 62,9 | 2,7 | 0,4 | 0,2 | 0,3 | 0,9 | 1,8 | 5,1  |
| Total : moyenne par match | Total : moyenne par match     |    |    | 21,4 | 50,7 | 26,4 | 63,6 | 4,3 | 0,9 | 0,3 | 0,5 | 1,7 | 2,7 | 8,2  |
| Totaux                    | Totaux                        | 95 | 57 | 2029 | 320  | 19   | 124  | 404 | 88  | 32  | 49  | 163 | 258 | 783  |

### En NBA Gatorade League
| Gras/Meilleures performances | [ 29 ] |

#### En showcase cup
| Saison                    | Équipe                    | MJ | M5 | Min  | %T   | %3   | %LF  | Rb  | PD  | Int | Ctr | BP  | F   | Pts  |
| ------------------------- | ------------------------- | -- | -- | ---- | ---- | ---- | ---- | --- | --- | --- | --- | --- | --- | ---- |
| 2021-2022                 | Gold de Grand Rapids      | 13 | 8  | 24,2 | 64,8 | 0,0  | 64,7 | 7,1 | 1,8 | 0,4 | 0,2 | 2,5 | 2,7 | 11,9 |
| 2022-2023                 | Skyhawks de College Park  | 18 | 0  | 20,6 | 51,7 | 28,6 | 69,2 | 5,5 | 2,0 | 0,3 | 0,6 | 0,8 | 2,6 | 6,9  |
| Total : moyenne par match | Total : moyenne par match |    |    | 22,1 | 58,8 | 18,2 | 67,4 | 6,2 | 1,9 | 0,3 | 0,5 | 1,5 | 2,6 | 9,0  |
| Totaux                    | Totaux                    | 31 | 8  | 685  | 114  | 4    | 29   | 191 | 60  | 10  | 14  | 47  | 82  | 279  |

#### En saison régulière
| Saison                    | Équipe                    | MJ | M5 | Min  | %T   | %3   | %LF  | Rb  | PD  | Int | Ctr | BP  | F   | Pts |
| ------------------------- | ------------------------- | -- | -- | ---- | ---- | ---- | ---- | --- | --- | --- | --- | --- | --- | --- |
| 2021-2022                 | Gold de Grand Rapids      | 31 | 3  | 18,7 | 59,1 | 18,2 | 55,6 | 4,8 | 1,4 | 0,4 | 0,5 | 1,4 | 2,6 | 8,7 |
| 2022-2023                 | Skyhawks de College Park  | 31 | 11 | 23,6 | 59,3 | 20,0 | 66,0 | 5,5 | 2,2 | 0,4 | 0,4 | 1,7 | 2,5 | 9,1 |
| 2023-2024                 | Wolves de l'Iowa          | 27 | 14 | 23,7 | 55,8 | 31,3 | 54,2 | 5,3 | 2,2 | 0,4 | 0,1 | 1,7 | 2,3 | 9,3 |
| Total : moyenne par match | Total : moyenne par match |    |    | 21,9 | 58,0 | 26,3 | 59,8 | 5,2 | 1,9 | 0,4 | 0,3 | 1,6 | 2,5 | 9,0 |
| Totaux                    | Totaux                    | 89 | 28 | 1953 | 332  | 21   | 64   | 460 | 171 | 33  | 30  | 141 | 220 | 803 |